# Broomfenolblauw
Broomfenolblauw is een kleurstof uit de trifenylmethaankleurstoffen. Het is een gebromeerd derivaat van fenolrood. Het is een pH-indicator met omslaggebied 3,0-4,6. Een waterige oplossing ervan kleurt blauw-violet bij een pH boven 4,6 (basische kleur) en geel bij een pH beneden 3 (zure kleur). In het tussenliggende gebied kleurt de oplossing groen en groengeel.